# Provincia Pesaro și Urbino
Pesaro e Urbino este o provincie în regiunea Marche în Italia.